# A Hard Day's Night (album)
 For alternative betydninger, se A Hard Day's Night. (Se også artikler, som begynder med A Hard Day's Night)
A Hard Day's Night er The Beatles' tredje album. Det var det første album, hvor alle numre var skrevet af gruppen selv, og ligeledes det første album, hvor George Harrison spillede 12-strenget Rickenbacker-guitar. Rickenbacker-guitarens distinkte lyd høres på åbningsakkorden på titelnummeret. A Hard Day's Night var soundtrack til filmen af samme navn.
Albummet blev udgivet den 10. juli 1964, men var forinden udgivet i USA den 25. juni 1964 med en noget anden sammensætning af numre.
Den 25. juni 1964 nåede albummet nr. 1 på den amerikanske hitliste Billboard 200. Albummet opnåede i alt 14 uger på førstepladsen. I England nåede albummet ligeledes nr. 1., hvor det forblev i i alt 21 uger.

## Indhold
På A Hard Day's Night bevægede Beatles sig væk fra forgængerens coverversioner af rock and roll-sange og over mod en mere poporienteret lyd. Sputnikmusics Dave Donnelly konstaterede, at albummet var karakteriseret af "korte og friske" popsange med vægt på vokalharmonier og letgenkendelige omkvæd med en tilbagetrukken instrumentering. Ifølge Pitchforks Tom Ewing indebærer manglen på rock and roll-covers, at lytteren får mulighed for "lytte til gruppens nye lyd alene på musikkens egne modernistiske vilkår", med vovede nye akkordsammensætninger, flotte harmonier og "skinnende" guitarer. Musikjournalisten Robert Christgau skrev, at Lennon–McCartneys sange var "mere sofistikerede musikalsk" end tidligere.
LP'ens side et indeholder sange fra filmen. Side to indeholder sange, der skulle have været med i filmen, men som blev valgt fra.
A Hard Day's Night er det første Beatles-album, der kun indeholder gruppens egne kompositioner, og er det eneste, hvor alle sange er skrevet af John Lennon og Paul McCartney. Lennon er den primære komponist og sangskriver med ni af de 13 sang, ligesom han synger lead på disse sange (McCartney synger dog lead på omkvædet til titelsangen, hvor Lennon ellers synger de øvrige stykker). Lennon og McCartney skrev sammen sangen "I'm Happy Just to Dance with You" og McCartney skrev "And I Love Her", "Can't Buy Me Love" og "Things We Said Today". Albummet er sammen med Let It Be og Magical Mystery Tour det eneste, hvor Ringo Starr ikke synger lead på nogen sang (Starr sang lead på "Matchbox" under optagelserne, men sangen kom ikke med på albummet og blev i stedet udgivet på Long Tall Sally EP'en.) Albummet er sammen med Please Please Me og Beatles for Sale et album, hvor George Harrison ikke bidrog til sangskrivningen. Harrison sang dog lead på "I'm Happy Just to Dance with You".
Albummets lyd med de "skinnende" guitarer, var i høj grad præget af George Harrisons brug af en 12-strenget Rickenbacker-guitar, hvis distinkte lyd særlig kan høres i åbningsakkorden på tittelsangen "A Hard Day's Night".

## Trackliste
Alle sange skrevet og komponeret af John Lennon og Paul McCartney. 
| 1. | "A Hard Day's Night"               | Lennon med McCartney | 2:34 |
| 2. | "I Should Have Known Better"       | Lennon               | 2:43 |
| 3. | "If I Fell"                        | Lennon med McCartney | 2:19 |
| 4. | "I'm Happy Just to Dance With You" | Harrison             | 1:56 |
| 5. | "And I Love Her"                   | McCartney            | 2:30 |
| 6. | "Tell Me Why"                      | Lennon               | 2:09 |
| 7. | "Can't Buy Me Love"                | McCartney            | 2:12 |

| 1. | "Any Time at All"      | Lennon              | 2:11 |
| 2. | "I'll Cry Instead"     | Lennon              | 1:45 |
| 3. | "Things We Said Today" | McCartney           | 2:35 |
| 4. | "When I Get Home"      | Lennon              | 2:17 |
| 5. | "You Can't Do That"    | Lennon              | 2:35 |
| 6. | "I'll Be Back"         | Lennon og McCartney | 2:24 |